# Andrej Martin
Andrej Martin (Bratislava, 20 de setembro de 1989) é um tenista profissional eslovaco, atingiu seu melhor ranking de N. 119 pela ATP.